# 川崎正藏
川崎正藏（1837年8月10日—1912年12月2日）是一位日本企业家，川崎重工业创始人，神户川崎财阀创始人。川崎美术馆建立者。

## 生平
1837年出身于萨摩国，家里做和服生意，17岁前往日本唯一对外通商口岸长崎做贸易生意，27岁在大阪开始经营航运业务，后来货船在风暴中出事导致生意失败。1869年加入一家糖品贸易公司，负责琉球群岛糖品采购运输，1878年在大藏省的帮助下建立了川崎筑地造船所，1893年应日本财务省任命研究开辟日本本土到琉球群岛的海上贸易航线。1896年改组为川崎造船所株式会社。

## 荣誉
- 1888年（明治21年）3月31日 - 從六位[2]
- 1902年（明治35年）2月22日 - 勳五等瑞宝章[3]
- 1912年（大正元年）12月2日 - 從五位[4]

## 艺术收藏

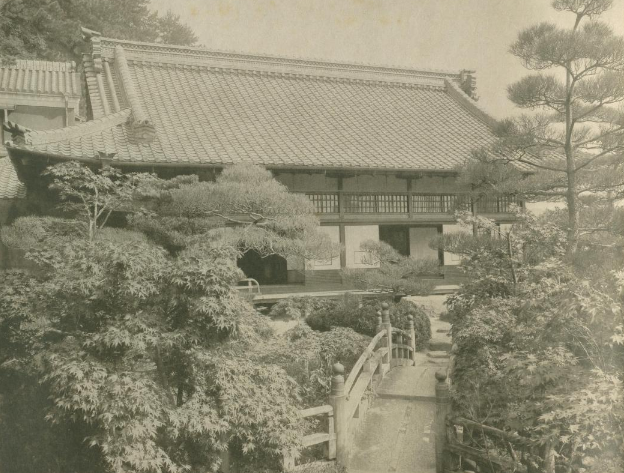
长春阁

除了造船事业，他喜好收藏艺术品。1890年在神户的住所建造了川崎美术馆及其附属建筑长春阁。